# You and I (canção de Queen)
"You and I" é uma canção da banda britânica de rock Queen, lançada em março de 1977. É a quinta faixa do álbum A Day at the Races, e foi escrita pelo baixista John Deacon. Foi lançada como o Lado B do single "Tie Your Mother Down" e também como o Lado B do single "Long Away", distribuídos no mesmo ano.
A música descreve um relacionamento amoroso no qual o eu lírico deseja apreciá-lo conforme sua realidade. Freddie Mercury ficou a cargo dos vocais, com Brian May fornecendo camadas de guitarra e Roger Taylor atuando nos vocais de apoio. Na avaliação da Allmusic, o resenhista Donald A. Arisco definiu-a como uma união agradável entre uma balada e uma música pop efervescente, através dos arranjos criados pelo baixista John Deacon, também afirmando que nesta época, "O Queen tornou-se tão hábil na arte de gravação que eles poderiam fazer as músicas mais simples soarem incrivelmente grandes".

## Ficha técnica
Banda
- John Deacon - baixo e composição
- Brian May - vocais de apoio e guitarra
- Freddie Mercury - vocais
- Roger Taylor - bateria e vocais de apoio